# Monumentul Taniei Saviceva și al copiilor din timpul războiului

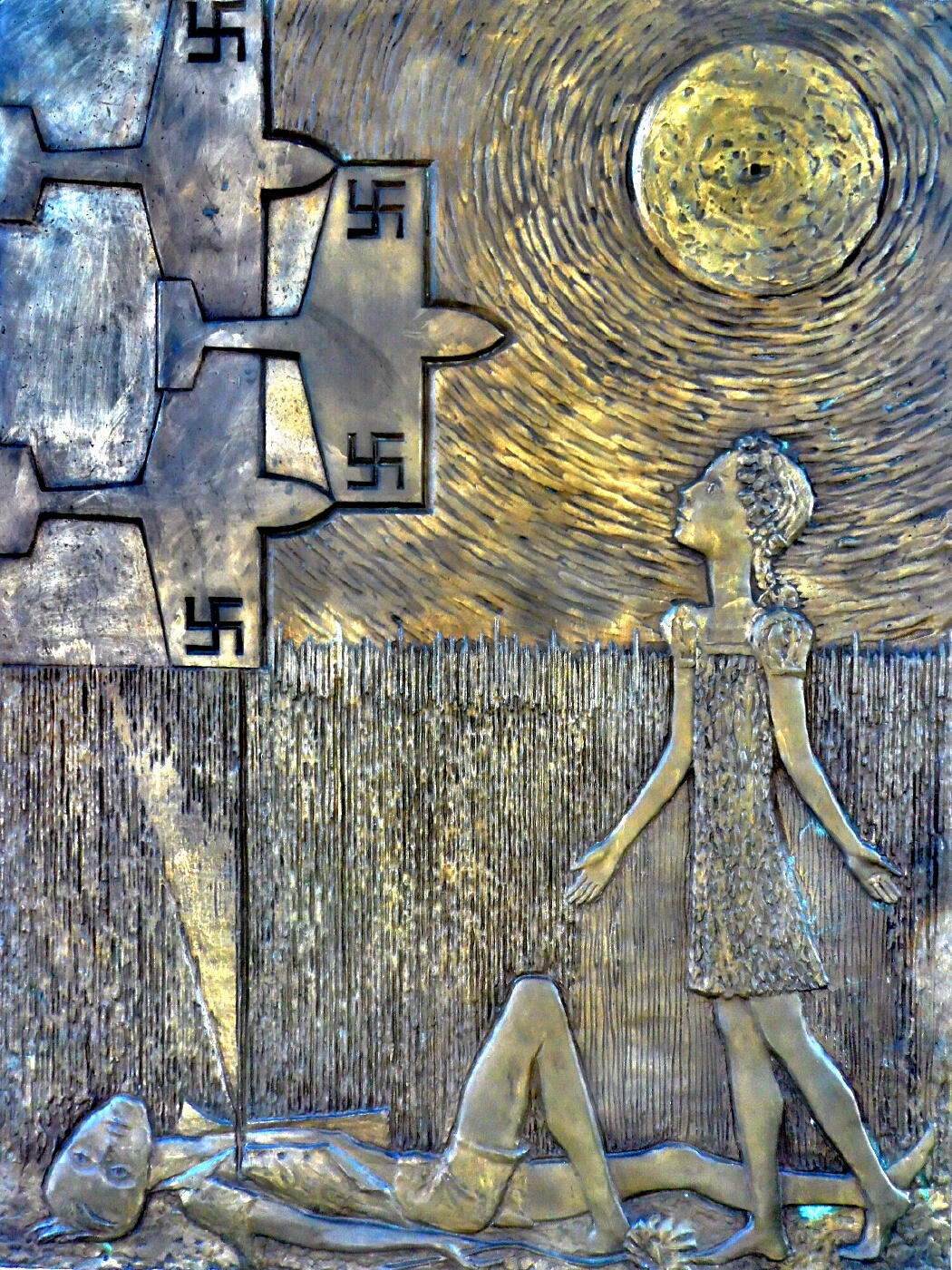
Basorelieful 1

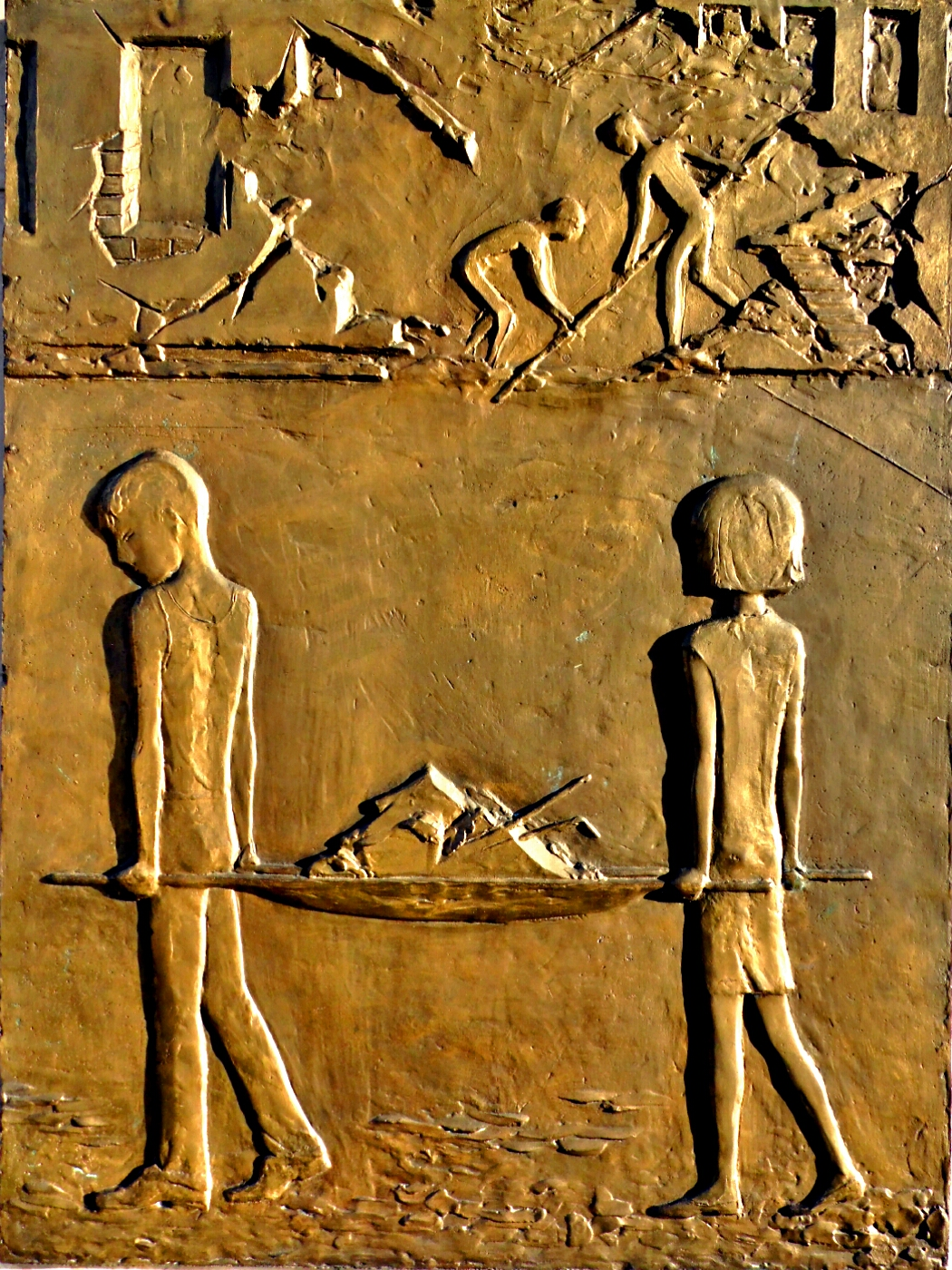
Basorelieful 2

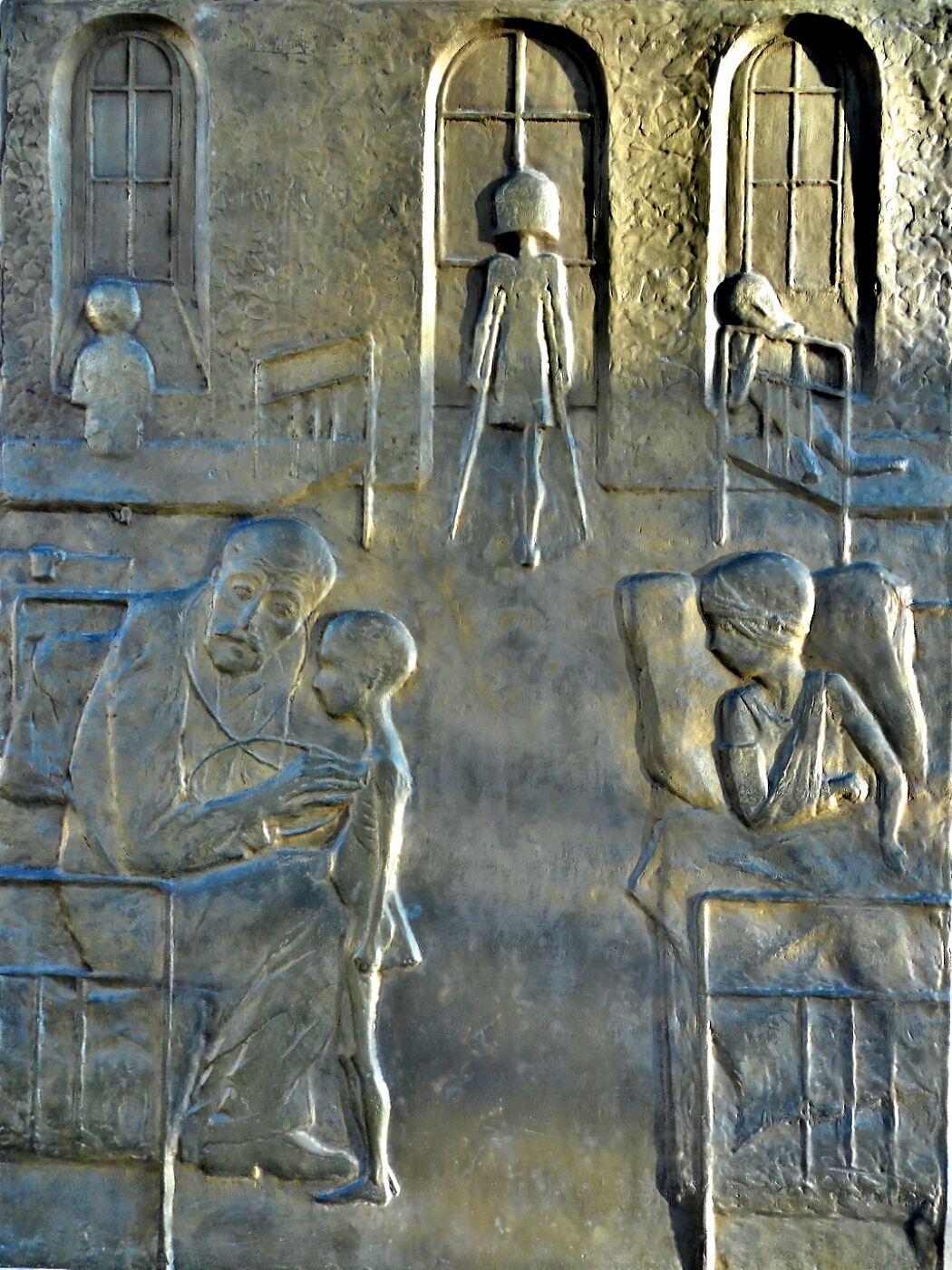
Basorelieful 3

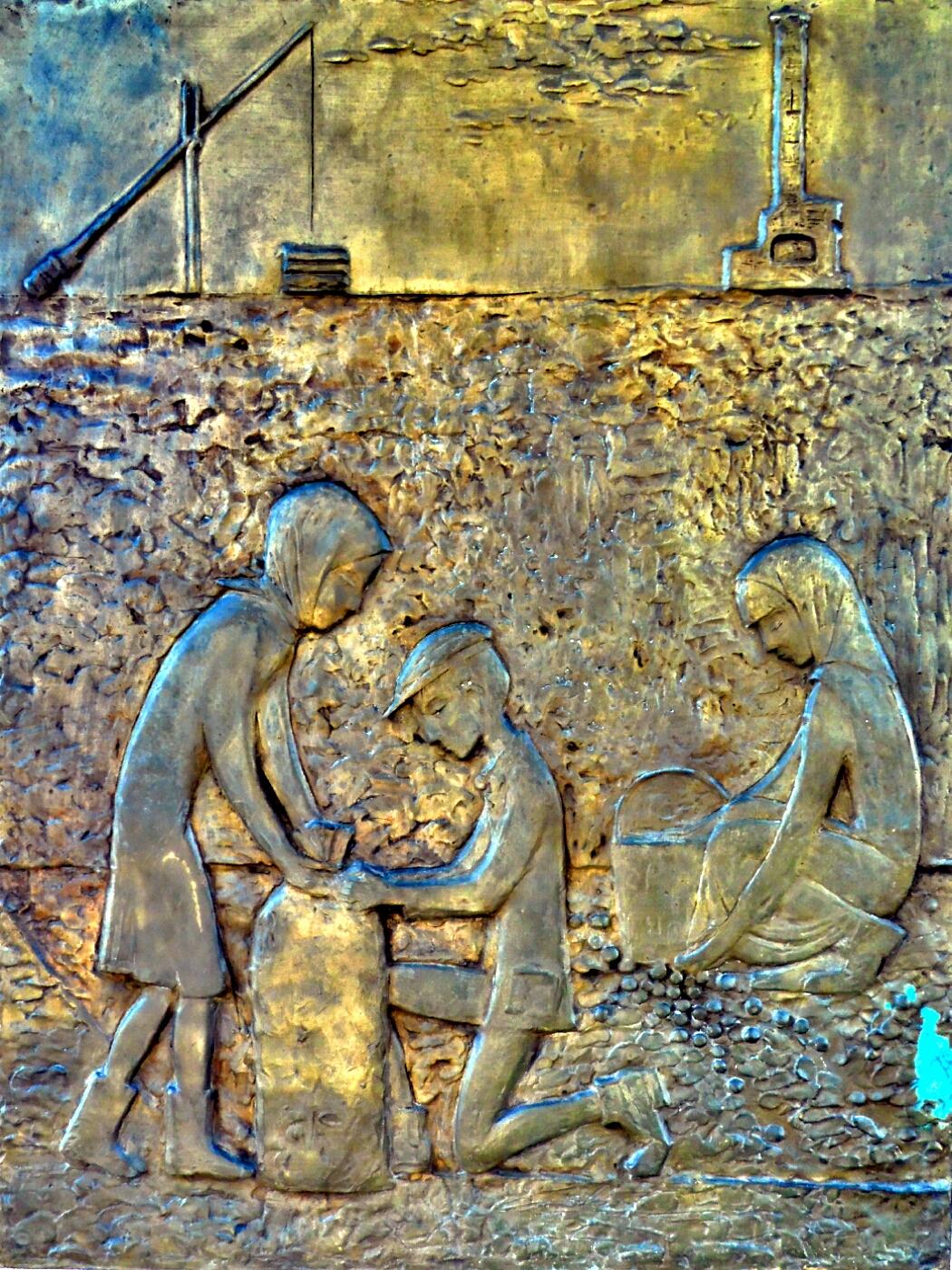
Basorelieful 4

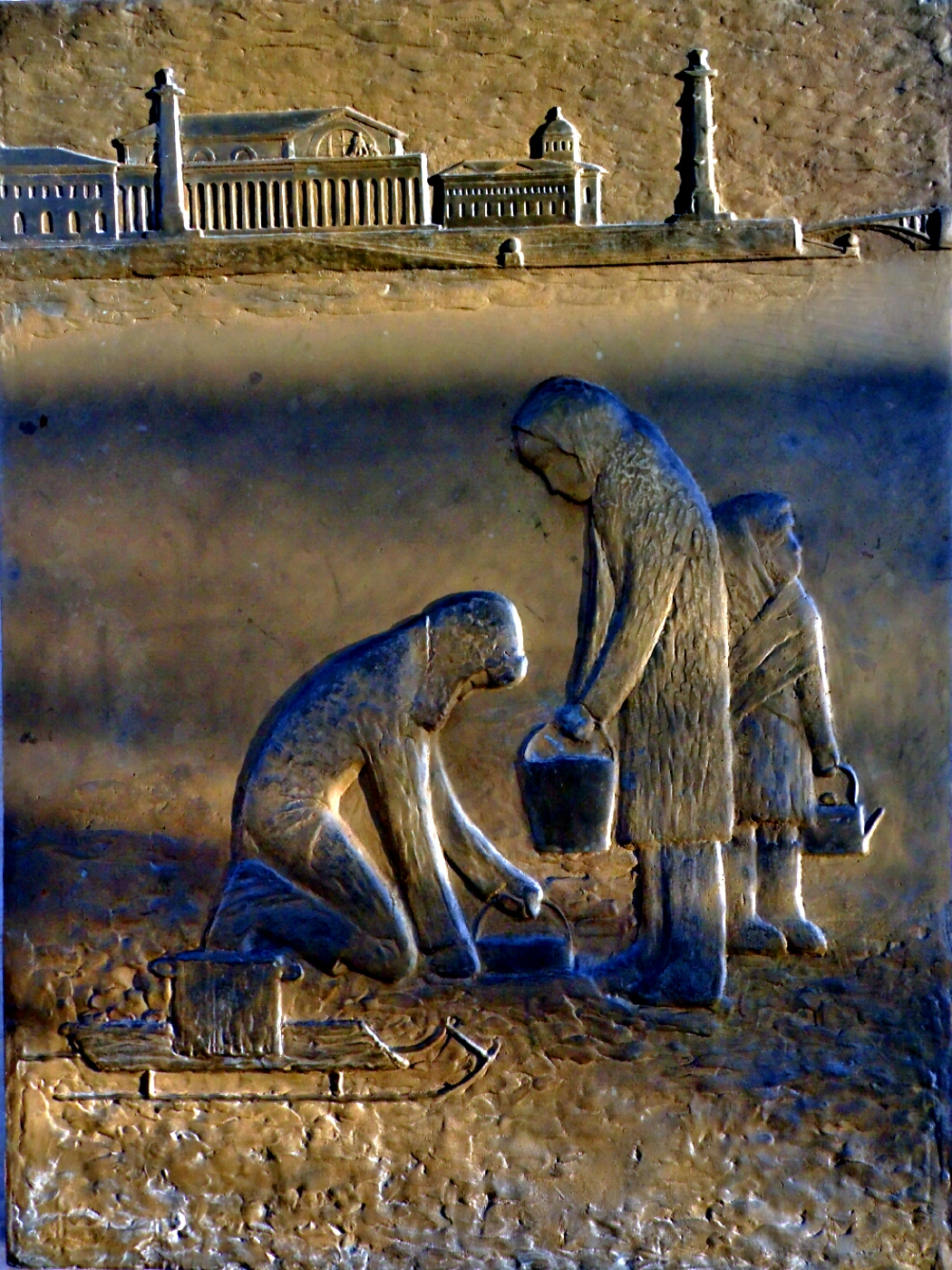
Basorelieful 5

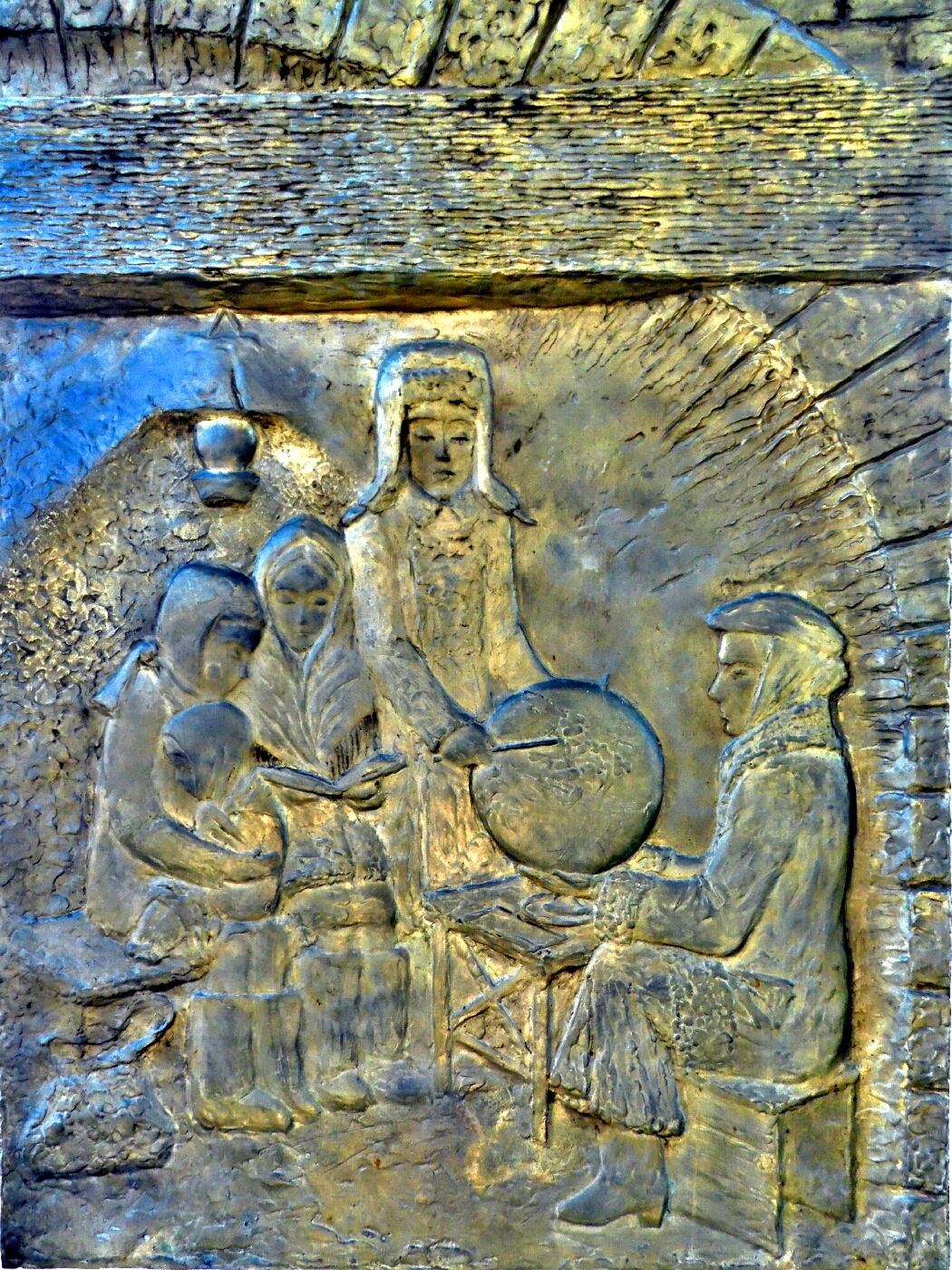
Basorelieful 6

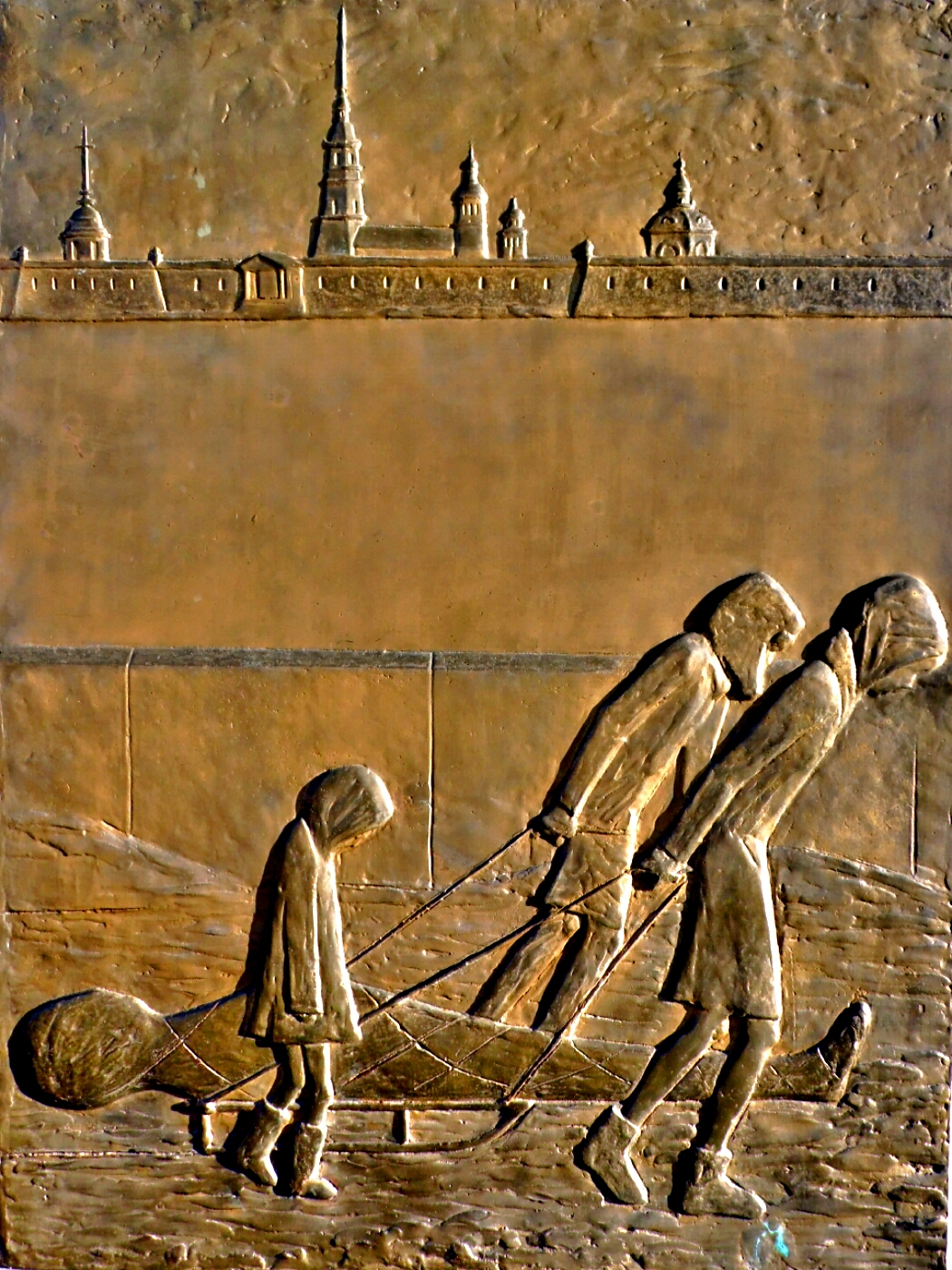
Basorelieful 7

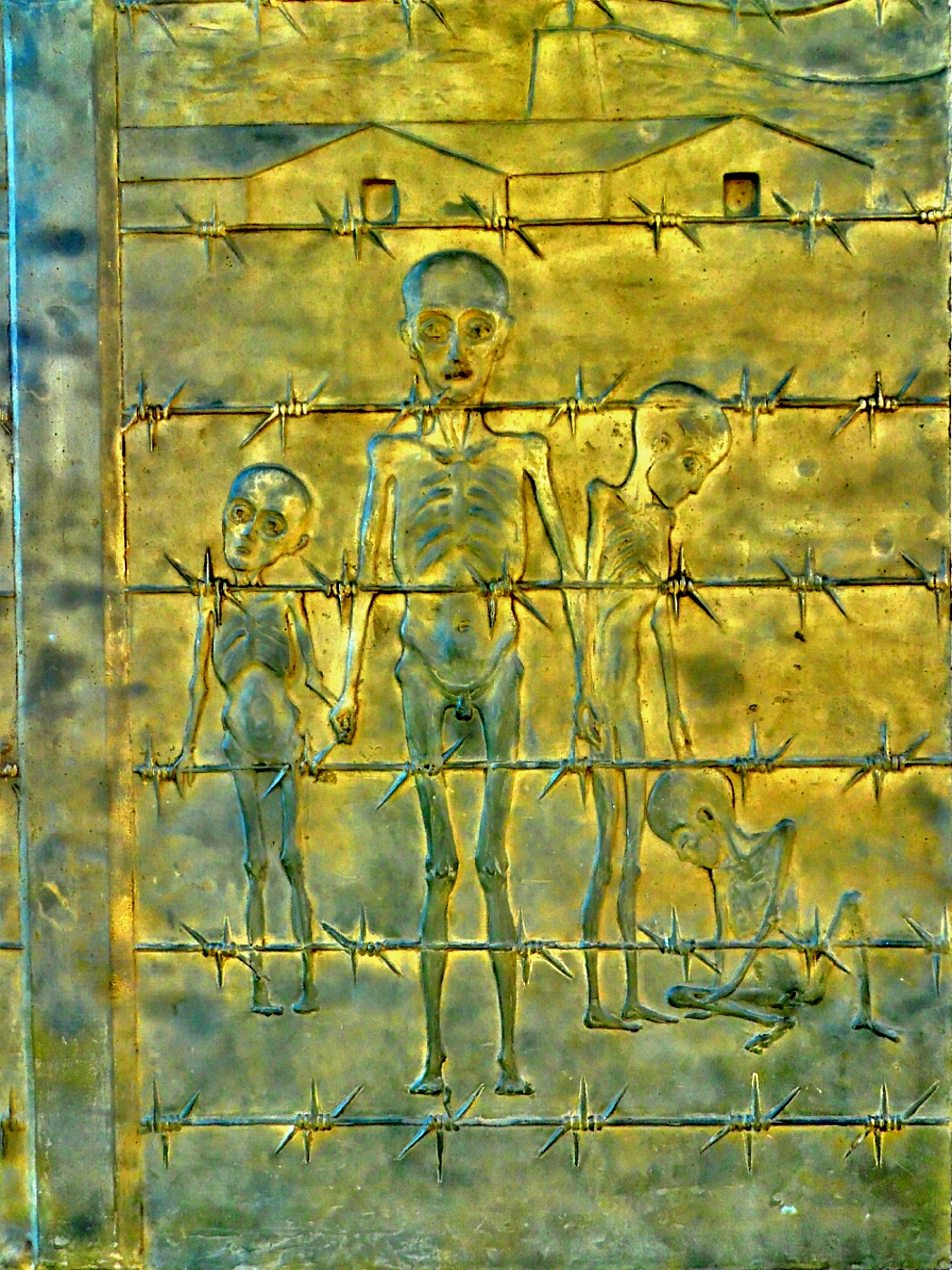
Basorelieful 8

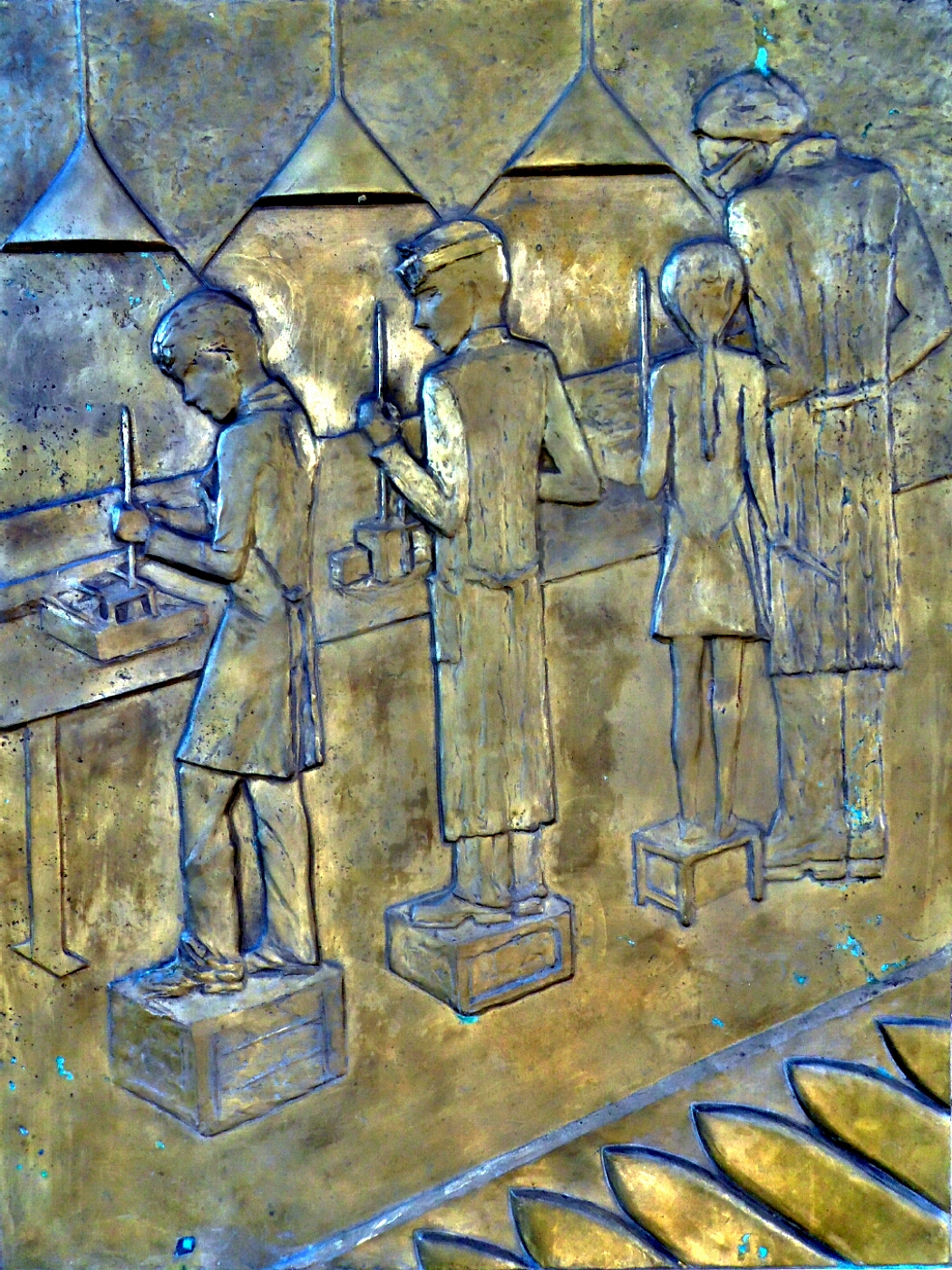
Basorelieful 9

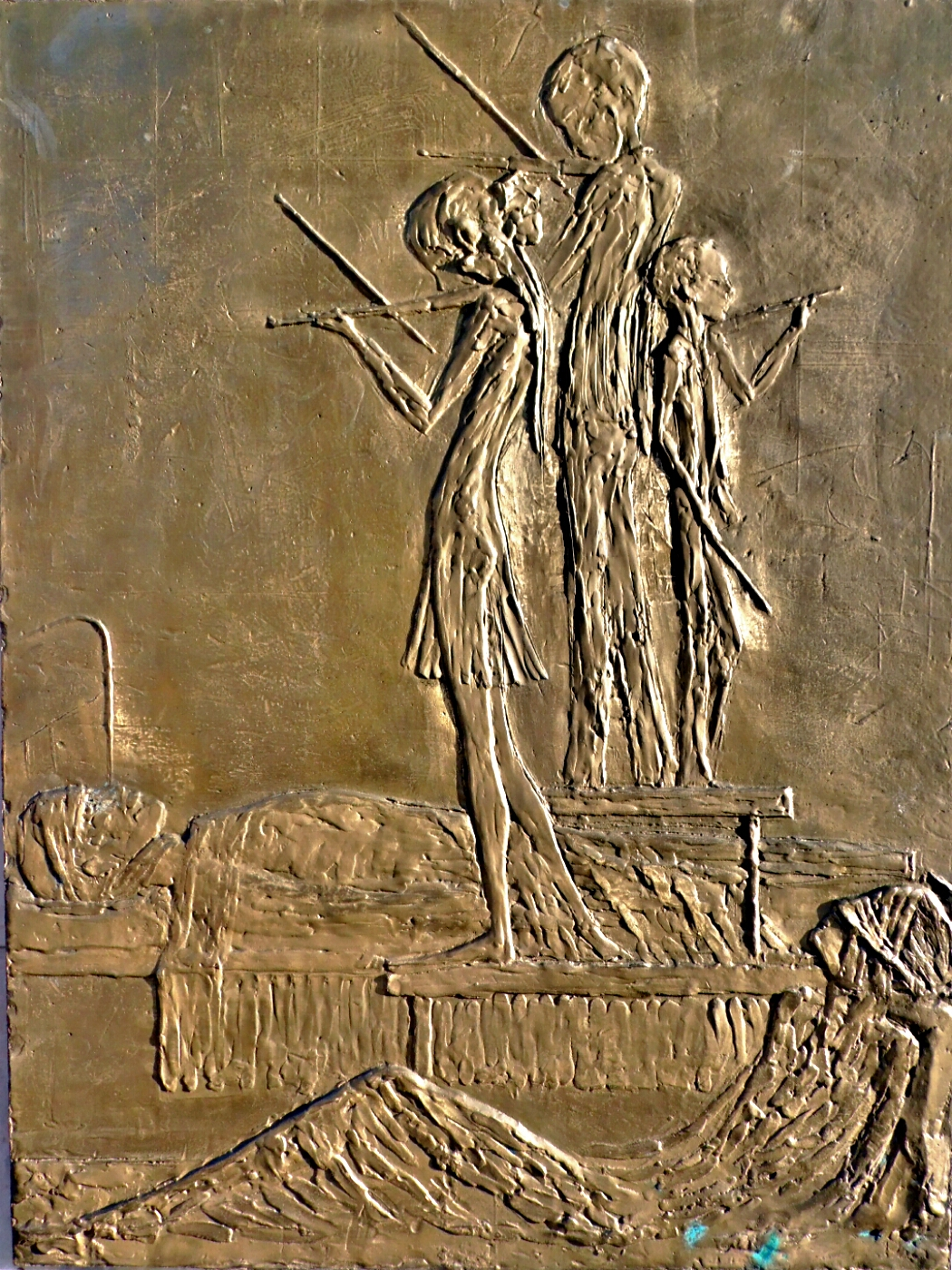
Basorelieful 10

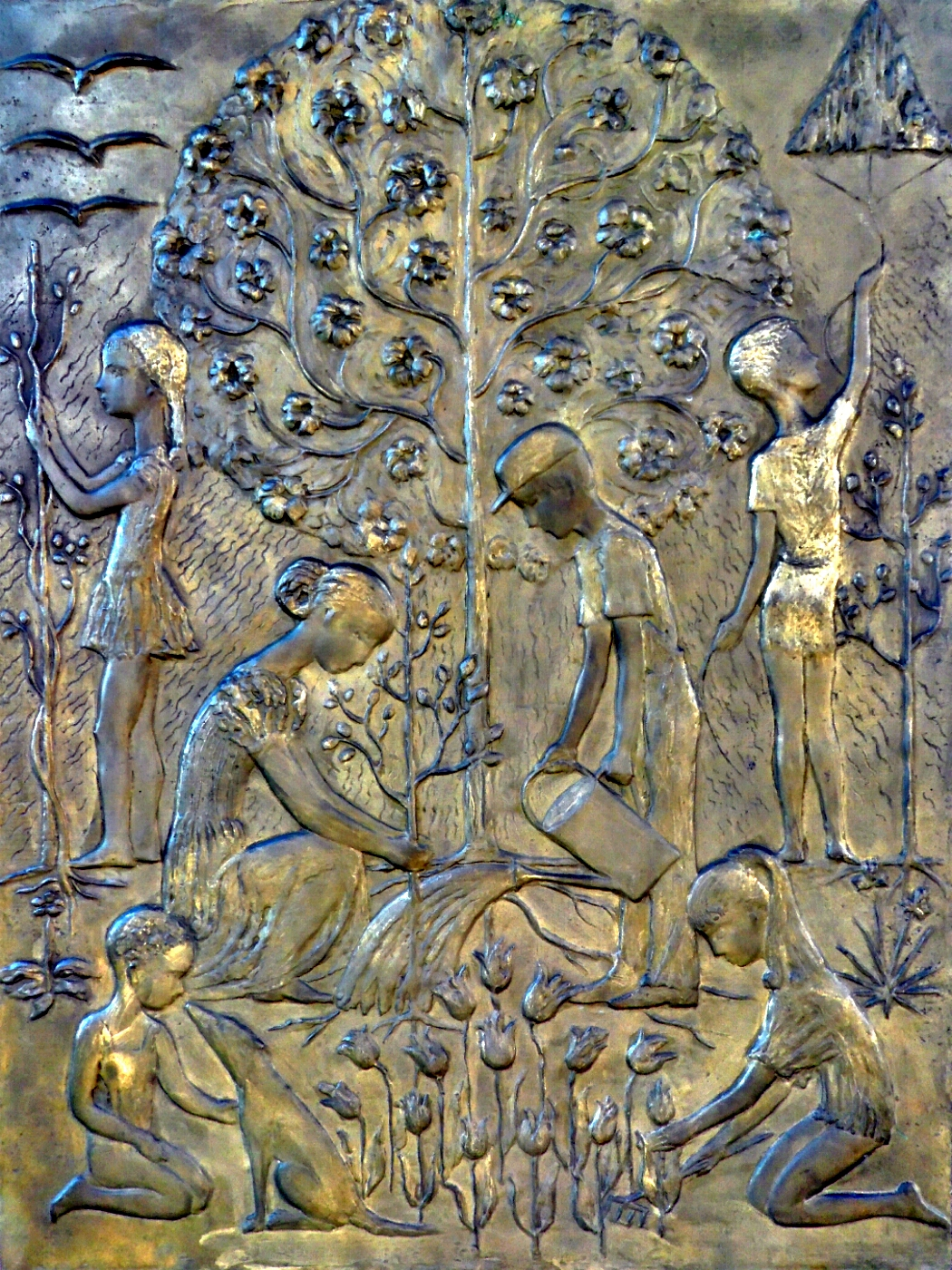
Basorelieful 11

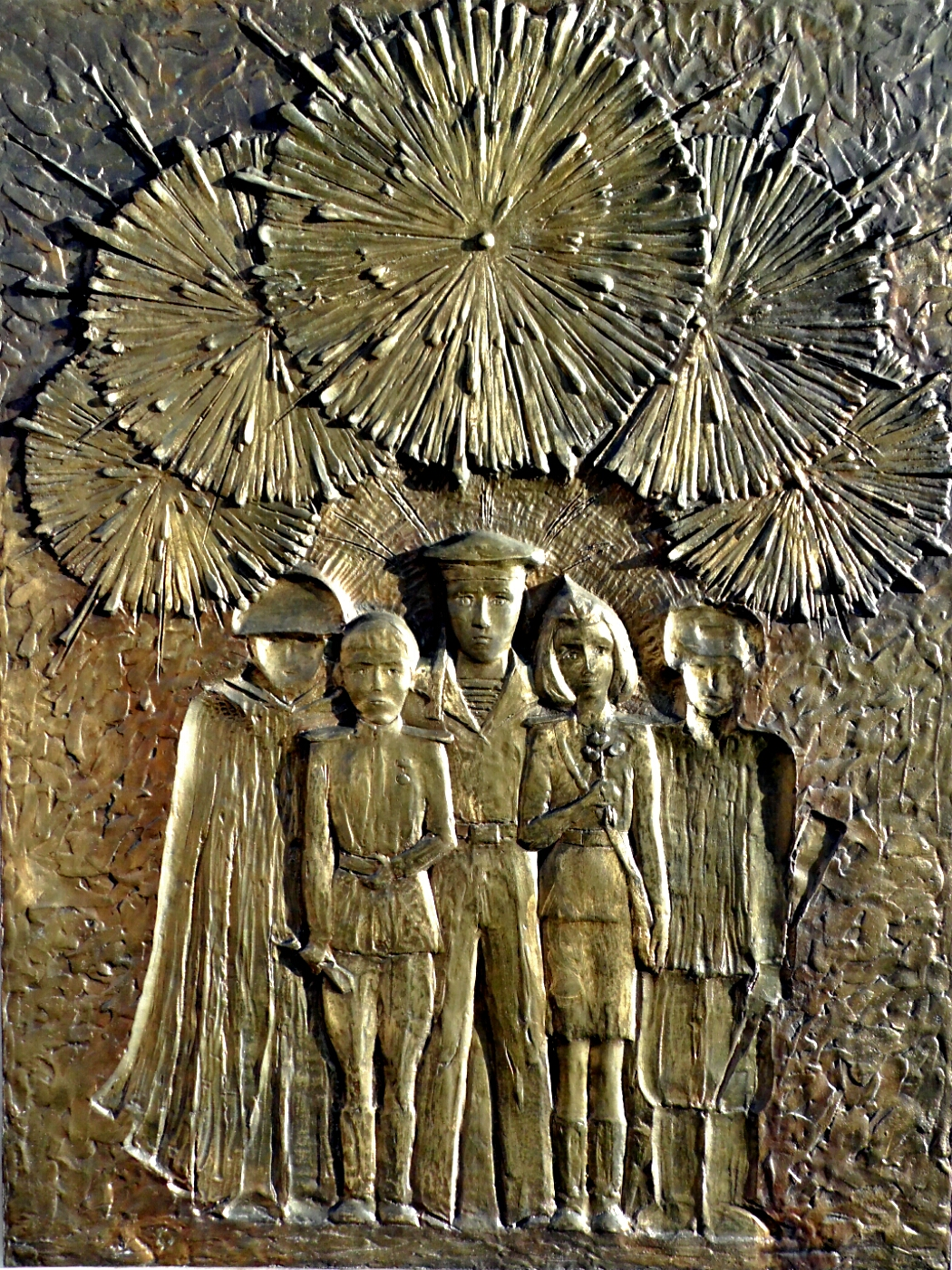
Basorelieful 12

Monumentul Taniei Saviceva și al copiilor din timpul războiului (în rusă Тане Савичевой и детям войны посвящается) este o construcție memorială din orașul Șatki, raionul Șatki, regiunea Nijni Novgorod, Rusia, inaugurată la 7 mai 2010. Memorialul este dedicat Taniei Saviceva și tuturor copiilor care au suferit și au murit în timpul celui de al doilea război mondial.

## Istoric
Tania Saviceva era o fetiță a cărei familie murise aproape în întregime în timpul asediului Leningradului din timpul celui de al doilea război Mondial. Este cunoscută datorită carnetului în care notase moartea tuturor membrilor familiei sale, rămânând singura supraviețuitoare. Evacuată din oraș după eliberarea acestuia, a murit de tuberculoză în 1944. Deși viața ei a fost relatată de Efim Ucitel filmul documentar Izbânda Leningradului (Подвиг Ленинграда), autoritățile sovietice s-au opus comemorării ei, din cauza originii sale nesănătoase, pârinții ei fiind categorisiți Lișeneț lișeneți Sitúația s-a schimbat în anii 1970 când diferire memoriale cinstind-o pe Tania Saviceva, printre care plăcile amintind de carnetul ei de notițe din monumentul Floarea Vieții (Цветок жизни) din Sankt-Petersburg, placa comemorativă de pe casa în care locuise și stela din cimitirul din Krasnîi Bor.
Un prim proiect de a ridica la Șatki un monument în memoria Taniei Saviceva a fost discutat 1984 – 85; in 1989 a fost începută construcția, care a fost sistată din lipsă de fonduri.. 
Începând din 2005, a început în Rusia, o acțiune de a imortaliza copii care au murit, victime nevinovate ale celui de al doilea război mondial. În anul 2008 au început lucrările de proiectare ale unui asemenea monument memorial în orașul Sutki, unde fuseseră evacuați numeroși locuitori din zonele ocupate, printre care peste 1500 de copii, cei mai mulți salvați din Leningradul aflat sub asediu. În 2007 au reînceput discuțiile pentru realizarea monumentului care a fost inaugurat în 2010.

### Descrierea monumentului
Proiectantul monumentului a fost arhitectul Alexandr Ulanovski iar sculpturile au fost realizate de Alexandr Holuiov și Tatiana Holuiova. Basoreliefurile au fost turnate la topitoria din Ekaterinburg. În același timp a fost sistematizată piața din jurul monumentului și amenajat parcul.

## Inaugurarea
Inaugurarea a avut loc la 7 mai 2010 în prezența guvernatorului regiunii Nijni Novgorod Valeri Șantsev Slujba de sfeștanie a fost oficiată de reprezentantul Mitropoliei Nijni Novgorodului, Vasili Liutkianskl, episcopul vicar al raionului Șatki. În seara zilei de inaugurarer a avut loc la teatrul din localitate premiera piesei A fost odată, ca niciodată, Tania (Жила-была Таня)